# HAŠK Mladost
HAŠK Mladost (kroatiska: Hrvatski akademski športski klub Mladost) är en idrottsförening vid Zagrebs universitet. Föreningen grundades  1903 och har varit framgångsrikt i en lång rad sporter. Föreningen är (2022) aktiv inom 28 sporter  Enligt egna uppgifter ska dess idrottare ha vunnit 42 olympiska medaljer. Klubben är medlem i European Multisport Club Association
Föreningens volleybollsektion HAOK Mladost har nått stora framgångar på både dam- och herrsidan. 